# Éva Szabó
Éva Szabó (Szombathely, 30 ottobre 1945 – 7 novembre 2022) è stata una tennista ungherese.

## Biografia
In carriera ha vinto un titolo di doppio, il WTA Austrian Open nel 1974, in coppia con la connazionale Beatrix Klein. Nei tornei del Grande Slam ha ottenuto il suo miglior risultato raggiungendo i quarti di finale nel singolare all'Open di Francia nel 1975.
In Fed Cup ha giocato un totale di 13 partite, ottenendo 8 vittorie e 5 sconfitte.
Éva Szabó è morta il 7 novembre 2022, all'età di 77 anni.

## Statistiche

### Doppio

#### Vittorie (1)
| Numero | Anno           | Torneo                       | Superficie | Compagna      | Avversarie in finale                    | Punteggio |
| 1.     | 21 luglio 1974 | WTA Austrian Open, Kitzbühel |            | Beatrix Klein | Ana María Arias-Pinto Bravo Iris Riedel | 6-1, 6-4  |